# Шаньон, Жак
Жак Шаньон (фр. Jacques Chagnon; род. 28 августа 1952, Монреаль) — квебекский политик, депутат от округа Уэстмаунт-Сен-Луи, председатель Национального собрания Квебека с 2011 г..
В правительстве Жана Шаре занимал должность министра общественной безопасности. Проявил себя во время Окского кризиса в Канесатаке в результате воинственных действий вождя мохавков Джеймса Габриэля. Лишившись министерского портфеля, продолжал входить в правительство Шаре. В 2006 присутствовал вместе с премьер-министром провинции, когда тот выражал сочувствие жертвам стрельбы в колледже Доусон.